# Počítání na prstech
Počítání na prstech je aktivita, při které člověk počítá za užití svých prstů, zpravidla na rukou. Na světě existuje celá řada různých systémů, na základě kterých je možné počítání na prstech praktikovat. Díky celosvětovému rozšíření arabských číslic je však dnes nejpoužívanější způsob počítání, který využívá právě takové číslice.
Počítání na prstech je součástí tzv. manuální komunikace. Uplatňovat jej lze například na tržištích při přepočítávání cen či počtu kusů zboží. Kromě toho lze počítání na rukách využít také při řešení (zpravidla jednodušších) úloh ve vzdělávání nebo u různých oddechových aktivit, jako je například hra morra. Podle některých studií může být počítání na prstech u dětí prospěšné pro jejich intelektuální vývoj. Nejstarší dochované záznamy o využívání počítání na prstech pochází z období Starověkého Egypta, ale s velmi vysokou pravděpodobností byl tento způsob využíván ještě dávno předtím.